# Diócesis de Purwokerto
La diócesis de Purwokerto (en latín: Dioecesis Purvokerten(sis) y en indonesio: Keuskupan Purwokerto) es una circunscripción eclesiástica latina de la Iglesia católica en Indonesia, sufragánea de la arquidiócesis de Semarang. La diócesis tiene al obispo Christophorus Tri Harsono como su ordinario desde el 14 de julio de 2018.

## Territorio y organización
La diócesis tiene 13 869 km² y extiende su jurisdicción sobre los fieles católicos de rito latino residentes en la provincia de Java Central en las regencias de Banjarnegara, Banyumas, Batang, Brebes, Kebumen, Pekalongan, Pemalang, Purbalingga, Purworejo, Tegal, Cilacap y Wonosobo.
La sede de la diócesis se encuentra en la ciudad de Purwokerto, en donde se halla la Catedral de Cristo Rey.
En 2019 en la diócesis existían 25 parroquias.

## Historia
La prefectura apostólica de Purwokerto fue erigida el 25 de abril de 1932 con la breve Magna animi del papa Pío XI, obteniendo el territorio del vicariato apostólico de Batavia (hoy arquidiócesis de Yakarta).
El 16 de octubre de 1941 la prefectura apostólica fue elevada a vicariato apostólico con la bula Valde rei catholicae del papa Pío XII.
El 3 de enero de 1961 el vicariato apostólico fue elevado a diócesis con la bula Quod Christus del papa Juan XXIII.

## Estadísticas
De acuerdo al Anuario Pontificio 2020 la diócesis tenía a fines de 2019 un total de 59 540 fieles bautizados.
| Año                                                                             | Población            | Población  | Población      | Sacerdotes | Sacerdotes    | Sacerdotes    | Bautizados por sacerdote | Diáconos permanentes | Religiosos | Religiosos | Parroquias |
| Año                                                                             | Bautizados católicos | Total      | % de católicos | Total      | Clero secular | Clero regular | Bautizados por sacerdote | Diáconos permanentes | Varones    | Mujeres    | Parroquias |
| ------------------------------------------------------------------------------- | -------------------- | ---------- | -------------- | ---------- | ------------- | ------------- | ------------------------ | -------------------- | ---------- | ---------- | ---------- |
| 1950                                                                            | 3718                 | 6 000      | 0.1            | 12         | 1             | 11            | 309                      |                      | 18         | 56         | 14         |
| 1970                                                                            | 22 743               | 9 126 388  | 0.2            | 24         | 2             | 22            | 947                      |                      | 61         | 139        |            |
| 1980                                                                            | 35 599               | 11 169 635 | 0.3            | 24         | 4             | 20            | 1483                     |                      | 63         | 160        |            |
| 1990                                                                            | 58 846               | 14 024 086 | 0.4            | 28         | 5             | 23            | 2101                     |                      | 94         | 196        |            |
| 1999                                                                            | 70 668               | 16 996 921 | 0.4            | 37         | 11            | 26            | 1909                     |                      | 93         | 192        | 16         |
| 2000                                                                            | 71 835               | 17 166 852 | 0.4            | 35         | 10            | 25            | 2052                     |                      | 91         | 195        | 16         |
| 2001                                                                            | 73 984               | 17 448 652 | 0.4            | 37         | 13            | 24            | 1999                     |                      | 92         | 195        | 16         |
| 2002                                                                            | 74 364               | 17 623 145 | 0.4            | 43         | 14            | 29            | 1729                     |                      | 93         | 196        | 18         |
| 2003                                                                            | 75 912               | 17 705 379 | 0.4            | 48         | 16            | 32            | 1581                     |                      | 69         | 191        | 21         |
| 2004                                                                            | 76 744               | 17 698 013 | 0.4            | 60         | 31            | 29            | 1279                     |                      | 63         | 198        | 21         |
| 2010                                                                            | 73 728               | 18 430 000 | 0.4            | 69         | 31            | 38            | 1068                     | 2                    | 73         | 219        | 24         |
| 2013                                                                            | 60 318               | 19 174 000 | 0.3            | 65         | 29            | 36            | 927                      |                      | 76         | 247        | 24         |
| 2014                                                                            | 58 942               | 17 464 103 | 0.3            | 78         | 35            | 43            | 755                      |                      | 94         | 225        | 25         |
| 2016                                                                            | 61 235               | 19 921 157 | 0.3            | 83         | 38            | 45            | 737                      |                      | 90         | 145        | 25         |
| 2019                                                                            | 59 540               | 20 348 130 | 0.3            | 78         | 39            | 39            | 763                      |                      | 80         | 219        | 25         |
| Fuente: Catholic-Hierarchy, que a su vez toma los datos del Anuario Pontificio. |                      |            |                |            |               |               |                          |                      |            |            |            |

## Episcopologio
- Bernhard J. J. Visser, M.S.C. † (18 de mayo de 1932-1949 renunció)[5]
- Guillaume Schoemaker, M.S.C. † (31 de mayo de 1950-17 de diciembre de 1973 renunció)
- Paschalis Soedita Hardjasoemarta, M.S.C. † (17 de diciembre de 1973-23 de mayo de 1999 falleció)
- Julianus Kemo Sunarko, S.I. † (10 de mayo de 2000-29 de diciembre de 2016 retirado)
- Christophorus Tri Harsono, desde el 14 de julio de 2018